# .dz
.dz – domena internetowa przypisana od roku 1994 do Algierii (kab. Dzayer)  administrowana przez Rue des Trois Feres Aissiou, Ben-Aknoun.

## Domeny drugiego poziomu
- com.dz: przedsiębiorstwa handlowe
- org.dz: organizacje
- net.dz: ISP
- gov.dz: rząd
- edu.dz: placówki akademickie
- asso.dz: stowarzyszenia
- pol.dz: instytucje polityczne
- art.dz: kultura i sztuka